# 三木ジャンクション

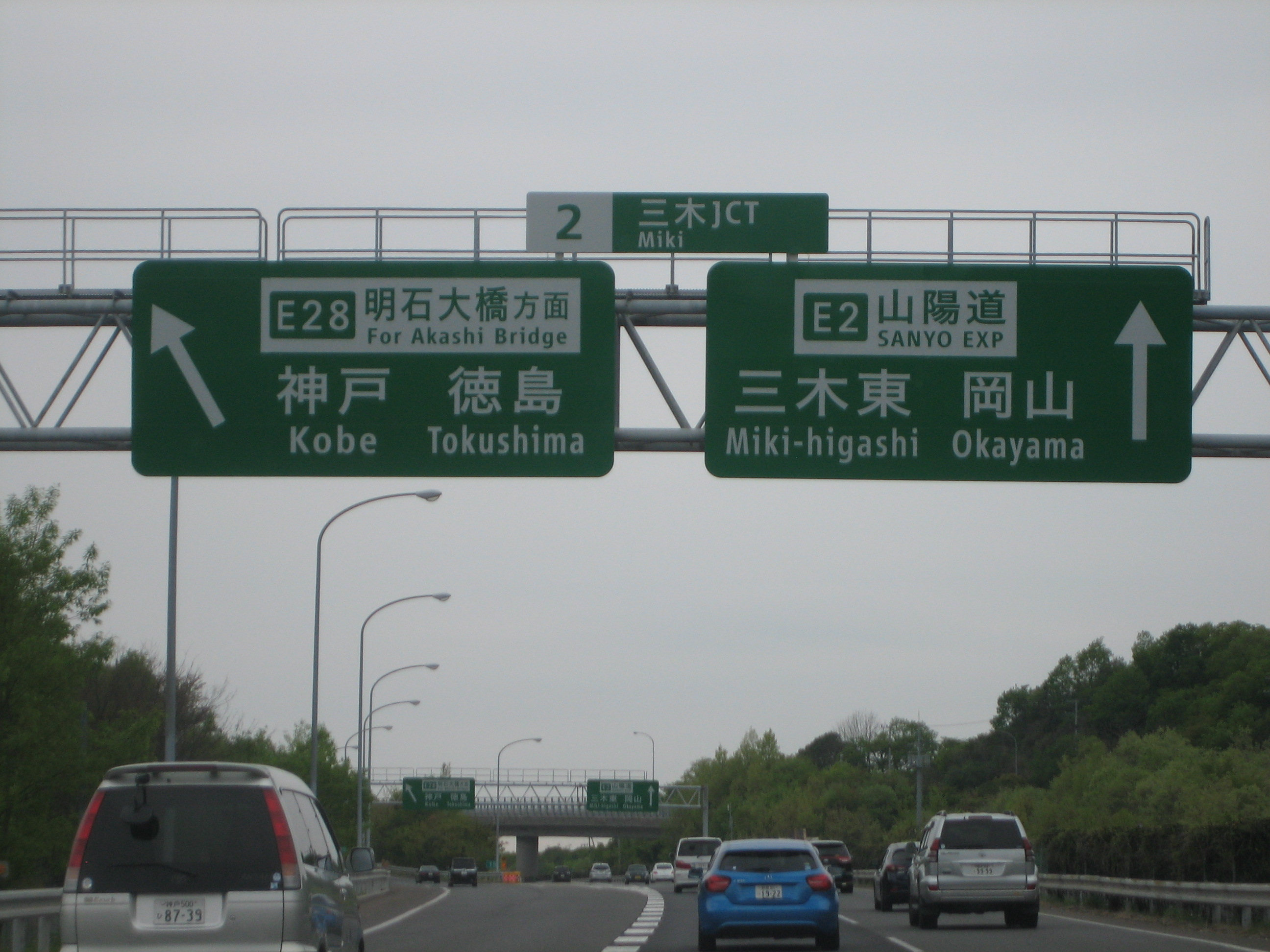
三木JCT 山陽道本線・岡山方面

三木ジャンクション（みきジャンクション）は、兵庫県神戸市北区と三木市にある、山陽自動車道のジャンクションである。

## 概要
山陽自動車道と山陽自動車道（木見支線）・神戸淡路鳴門自動車道方面へのジャンクション。ここから神戸西ICまでは山陽自動車道（木見支線）となっているため、案内標識では「明石大橋方面」と案内されている。
山陽道岡山方面から神戸へ向かう場合はこのジャンクションから木見支線を走るのが一般的。

## 歴史
- 1998年（平成10年）4月5日：山陽自動車道（木見支線）の三木JCT - 神戸西IC間開通に伴い、供用開始[1]。

## 接続する道路
- E2 山陽自動車道（本線）
- E2 山陽自動車道（木見支線）

## 隣
E2 山陽自動車道（本線）
(1) 神戸北IC - 淡河PA - (2) 三木JCT - (3) 三木東IC
E2 山陽自動車道（木見支線）
(2) 三木JCT - (1)神戸西IC